# Cedar Point (park rozrywki)
Cedar Point – jeden z największych parków rozrywki w USA (powierzchnia 1,47 km², 18 kolejek górskich, w tym 5 w kategorii hyper coaster lub wyższych), położony nad jeziorem Erie. Otwarty w 1870 roku w mieście Sandusky, w północnym Ohio. Wielokrotny laureat nagród Golden Ticket Awards dla najlepszego parku rozrywki na świecie wręczanych przez branżowy miesięcznik Amusement Today. Na terenie kompleksu znajdują się również: park wodny Soak City, pole kempingowe, hotel, tory gokartowe i pola do gry w minigolfa.

## Kolejki górskie

### Czynne
W roku 2025 w parku Cedar Point znajdowało się 18 czynnych kolejek górskich:
| #  | Nazwa                 | Producent          | Data otwarcia   | Typ                               | Wysokość [m] | Prędkość [km/h] | Źródło |
| -- | --------------------- | ------------------ | --------------- | --------------------------------- | ------------ | --------------- | ------ |
| 1  | Blue Streak           | PTC                | 23 maja 1964    | drewniana                         | 23,8         | 64,4            | [ 3 ]  |
| 2  | Cedar Creek Mine Ride | Arrow Dynamics     | 24 maja 1969    | mine train                        | 14,6         | 67,7            | [ 4 ]  |
| 3  | Corkscrew             | Arrow Dynamics     | 15 maja 1976    | stalowa                           | 25,9         | 77,2            | [ 5 ]  |
| 4  | Gemini                | Arrow Dynamics     | czerwiec 1978   | drewniana                         | 38,2         | 96,6            | [ 6 ]  |
| 5  | Wilderness Run        | Intamin            | 1979            | stalowa dziecięca                 | 5,8          | 9,7             | [ 7 ]  |
| 6  | Iron Dragon           | Arrow Dynamics     | 6 czerwca 1987  | stalowa                           | 23,2         | 64,4            | [ 8 ]  |
| 7  | Magnum XL-200         | Arrow Dynamics     | 6 maja 1989     | stalowy hyper coaster             | 62,5         | 115,9           | [ 9 ]  |
| 8  | Raptor                | B&M                | 7 maja 1994     | stalowa odwrócona                 | 41,8         | 91,7            | [ 10 ] |
| 9  | Rougarou              | B&M                | 11 maja 1996    | stalowy floorless coaster         | 44,2         | 96,6            | [ 11 ] |
| 10 | Woodstock Express     | Vekoma             | 10 maja 1999    | stalowa rodzinna                  | 13           | 45,9            | [ 12 ] |
| 11 | Millennium Force      | Intamin            | 13 maja 2000    | stalowy giga coaster              | 94,5         | 149,7           | [ 13 ] |
| 12 | Top Thrill 2          | Intamin / Zamperla | 4 maja 2003     | stalowy strata coaster            | 128          | 193,1           | [ 14 ] |
| 13 | Maverick              | Intamin            | 26 maja 2007    | stalowy launch coaster            | 32           | 112,7           | [ 15 ] |
| 14 | GateKeeper            | B&M                | 11 maja 2013    | stalowy wing coaster              | 51,8         | 107,8           | [ 16 ] |
| 15 | Valravn               | B&M                | 7 maja 2016     | stalowy dive coaster              | 68           | 120,7           | [ 17 ] |
| 16 | Steel Vengeance       | RMC                | 5 maja 2018     | hybrydowy hyper coaster           | 62,5         | 119,1           | [ 18 ] |
| 17 | Wild Mouse            | Zamperla           | 6 maja 2023     | stalowy rodzinny spinning coaster | 15,8         | 56,3            | [ 19 ] |
| 18 | Siren's Curse         | Vekoma             | 28 czerwca 2025 | stalowy tilt coaster              | 48,8         | 94              | [ 20 ] |

### Zlikwidowane

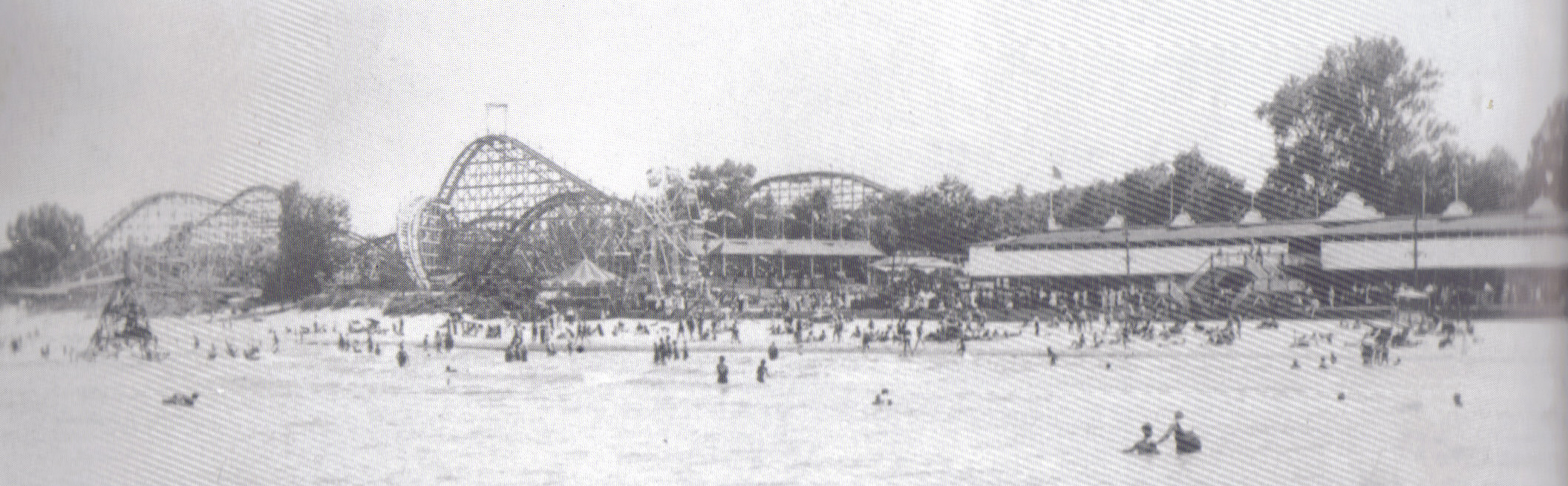
Cedar Point w latach 30. XX wieku.

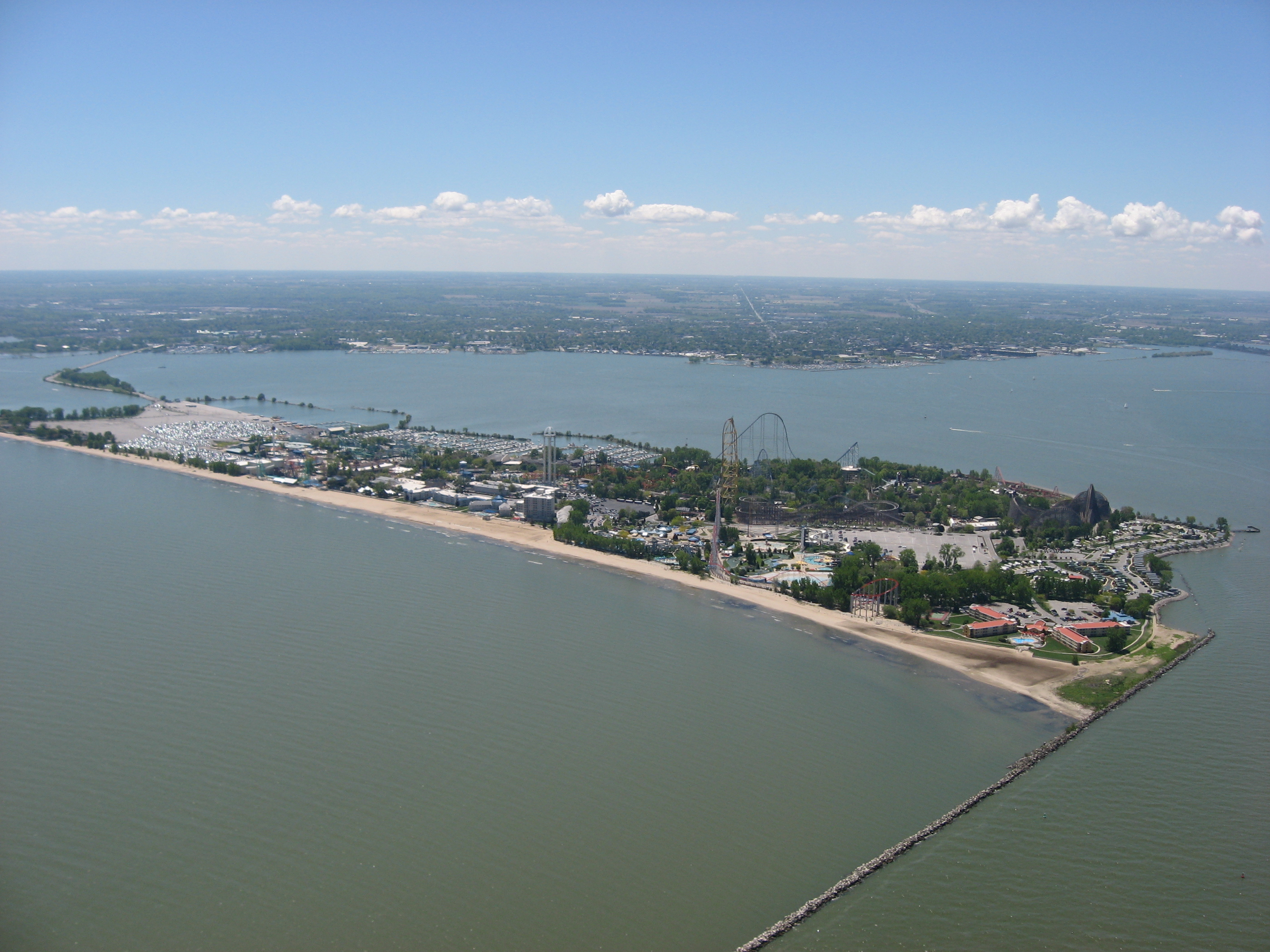
Cedar Point w 2008 roku.

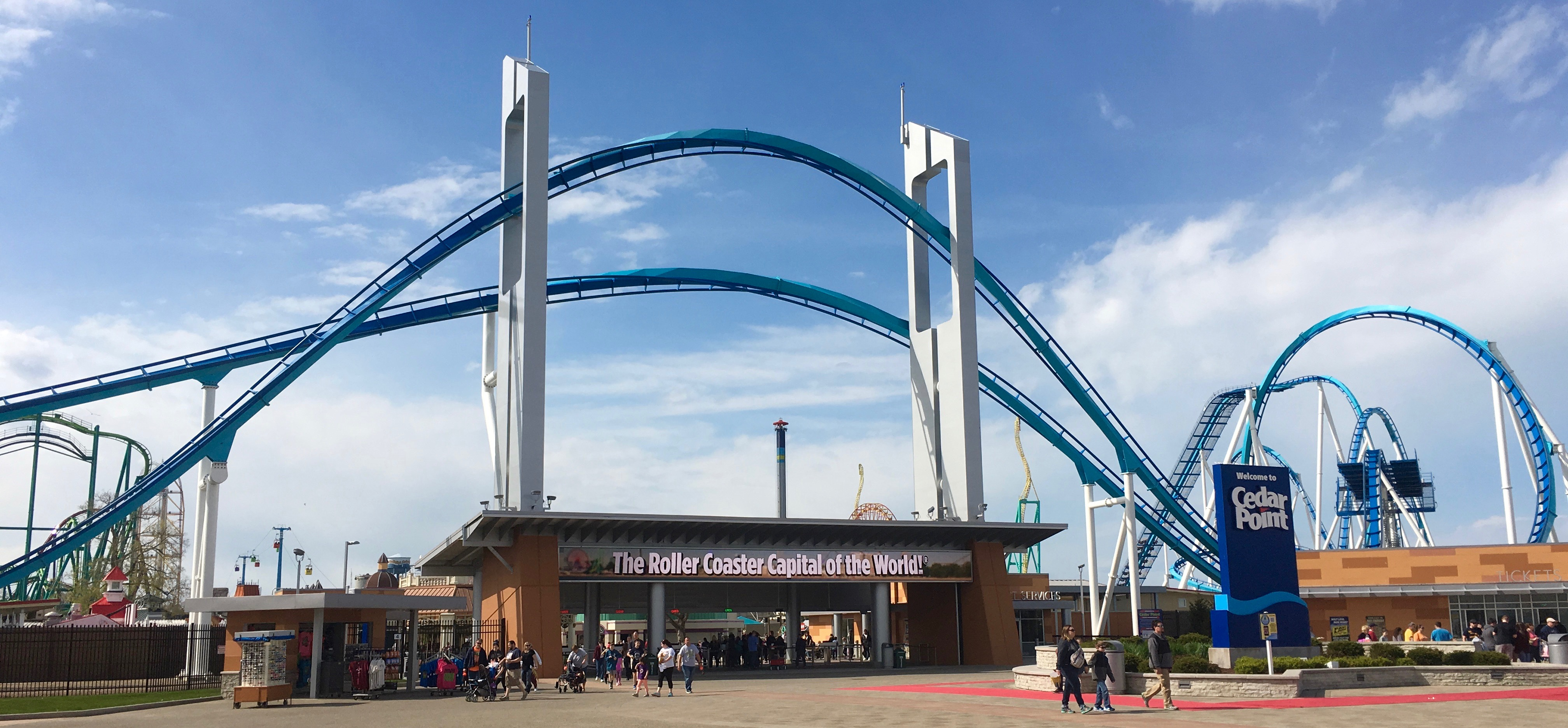
Brama wejściowa pod kolejką GateKeeper.

Z 36 kolejek górskich wybudowanych w historii parku Cedar Point 18 zostało zlikwidowanych:
| #  | Nazwa              | Producent           | Data otwarcia | Data zamknięcia  | Typ                     | Wysokość [m] | Prędkość [km/h] | Źródło |
| -- | ------------------ | ------------------- | ------------- | ---------------- | ----------------------- | ------------ | --------------- | ------ |
| 1  | Switchback Railway | ?                   | 10 lipca 1882 | 1901             | drewniana               | 7,6          | 16,1            | [ 22 ] |
| 2  | Loop the Loop      | Frederick Ingersoll | 31 maja 1902  | 1909             | drewniana               | 14           | ?               | [ 23 ] |
| 3  | Dip the Dips       | ?                   | 1908          | 1917             | drewniana               | 10,1         | ?               | [ 24 ] |
| 4  | Racer              | McKay Construction  | 1910          | 1928             | drewniana               | 14           | ?               | [ 25 ] |
| 5  | Leap the Dips      | Andy Vettel         | 1912          | 1935             | drewniana               | ?            | ?               | [ 26 ] |
| 6  | High Frolics       | Andy Vettel         | 1918          | 1940             | drewniana               | 22,9         | ?               | [ 27 ] |
| 7  | Cyclone            | Harry G. Traver     | 1929          | 1951             | drewniana               | ?            | ?               | [ 28 ] |
| 8  | Little Dipper      | Allan Herschell     | 1952          | 1952             | stalowa dziecięca       | ?            | ?               | [ 29 ] |
| 9  | Super Coaster      | Allan Herschell     | 1952          | 1964             | stalowa dziecięca       | ?            | ?               | [ 30 ] |
| 10 | Wild Mouse         | B. A. Schiff        | 30 maja 1959  | 1962             | stalowa                 | ?            | ?               | [ 31 ] |
| 11 | Scamper            | ?                   | 1962          | 1969             | drewniana               | ?            | ?               | [ 32 ] |
| 12 | Broadway Trip      | Mack Rides          | 1964          | 1964             | stalowa                 | ?            | ?               | [ 33 ] |
| 13 | Wildcat            | Schwarzkopf         | 23 maja 1970  | 1978             | stalowa                 | ?            | ?               | [ 34 ] |
| 14 | Jumbo Jet          | Schwarzkopf         | 1972          | 1978             | stalowa                 | ?            | ?               | [ 35 ] |
| 15 | Wildcat            | Schwarzkopf         | 1979          | 2011             | stalowa                 | 15,2         | 64,4            | [ 36 ] |
| 16 | Disaster Transport | Intamin             | 11 maja 1985  | 29 lipca 2012    | stalowy bobsled coaster | 19,2         | 64,4            | [ 37 ] |
| 17 | Mean Streak        | Dinn Corporation    | 11 maja 1991  | 19 września 2016 | drewniana               | 49,1         | 104,6           | [ 38 ] |
| 18 | Wicked Twister     | Intamin             | 5 maja 2002   | 6 września 2021  | stalowa odwrócona       | 65,5         | 115,9           | [ 39 ] |